# 清瀬規矩雄

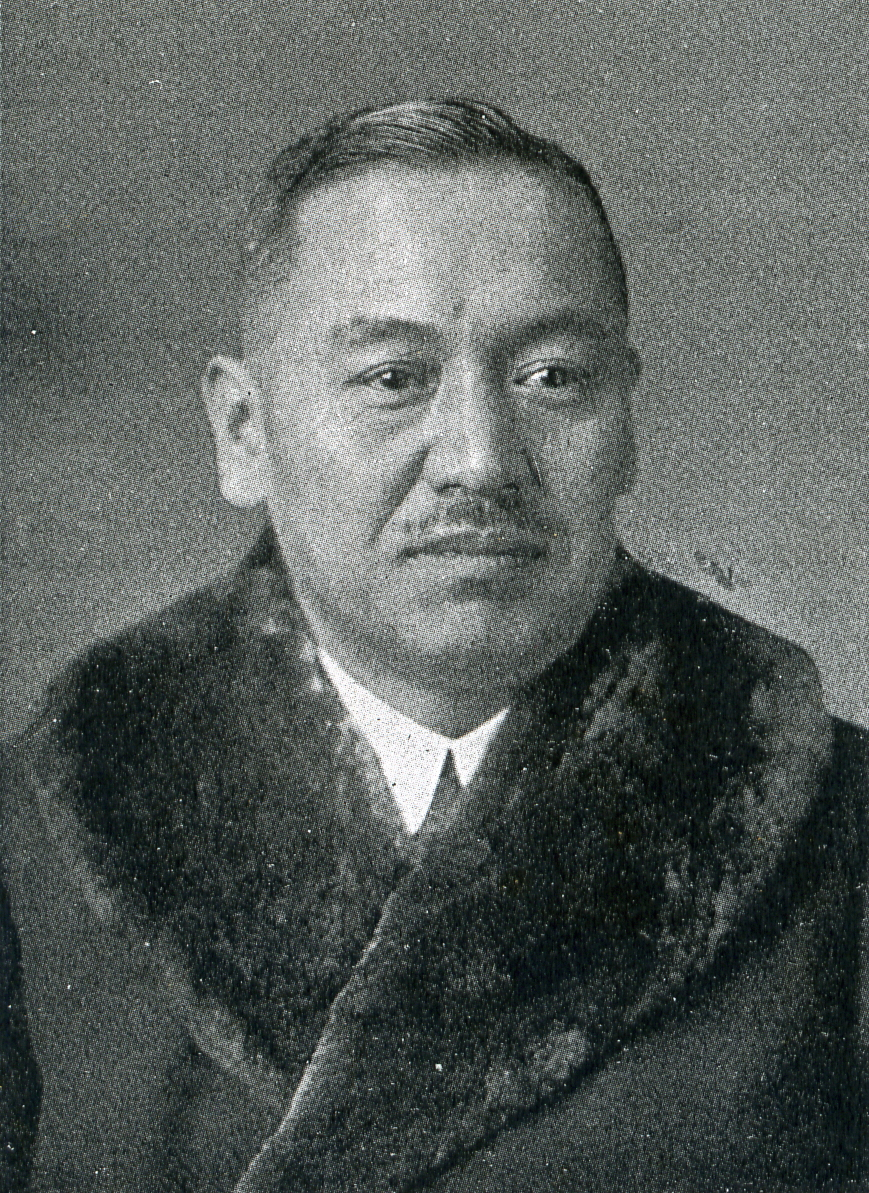
清瀬規矩雄

清瀬 規矩雄（きよせ きくお、1878年（明治11年）10月11日 – 1944年（昭和19年）12月5日）は、衆議院議員（立憲政友会）、ジャーナリスト。

## 経歴
大分県宇佐郡四日市町（現在の宇佐市）出身。1897年（明治30年）から欧米各国に留学して法学・経済学を学び、サンフランシスコで「日米新聞」の記者となった。1910年（明治43年）に帰国した後は「東京朝日新聞」記者を経て、南満州鉄道株式会社総裁秘書を務めた。
1920年（大正9年）、第14回衆議院議員総選挙に出馬し、当選。原内閣・高橋内閣で山本達雄農商務大臣の秘書官を務めた。1930年（昭和5年）の第17回衆議院議員総選挙から4回連続当選。その間、阿部内閣で大蔵政務次官に就任した。
その他、豊国セメント株式会社取締役などを務めた。